# قضب صومالي
قضب صومالي (الاسم العلمي:Cadaba somalensis) هو نوع من النباتات يتبع جنس القضب من الفصيلة القبارية.